# 페르난도 피쿤
페르난도 피쿤(1972년 2월 14일 ~ )은 우루과이의 전직 축구 선수로 과거 포지션은 수비수였다.

## 수상

### 클럽
페예노르트
- 네덜란드 에레디비시 : 준우승 (1996-97), 4위 (1997-98)

 우라와 레즈
- J2리그 : 준우승 (2000)

### 국가대표팀
우루과이
- 코파 아메리카 : 준우승 (1999)

## 통계
| 일본 | 일본 | 일본 |
| 연도 | 출전 | 골   |
| ---- | ---- | ---- |
| 1996 | 2    | 0    |
| 1997 | 0    | 0    |
| 1998 | 0    | 0    |
| 1999 | 7    | 0    |
| 합계 | 9    | 0    |